# Hledá se Dory
Hledá se Dory (v anglickém originále Finding Dory) je americký rodinný počítačově animovaný film z roku 2016. V produkci studií Disney a Pixar jej napsal a režíroval Andrew Stanton, autor tehdy 13 let starého oscarového snímku Hledá se Nemo z roku 2003, na nějž Dory navazuje. Titulní postavu poněkud zmatečné, zapomnětlivé rybky druhu bodlok pestrý (Paracanthurus hepatus) Dory v originále namluvila stejně jako v Nemovi komička Ellen DeGeneresová. Film měl americkou premiéru 17. června 2016, v českém znění jej o den dříve, 16. června, uvedla společnost Falcon. V českých kinech byl uváděn s krátkým pixarovským předfilmem Ptáčátko.

## Děj
Před mnoha lety se dvěma rybím rodičům narodila dcera Dory. Dory trpí výpadky krátkodobé paměti. Jednou se nešťastnou náhodou dostala do potrubí a proud ji stáhl daleko do oceánu.
V současnosti Dory vtáhne proud a ona se bouchne o kámen do hlavy. Než se probere, Nemo uslyší, jak mumlá nějakou adresu. Poté, co se probudí, jí Nemo řekne tu adresu a ona si vzpomene na rodiče. Rozhodne se jít je hledat a připojují se k ní Nemo a jeho otec Marlin.
Během cesty však Dory chytnou a dají do akvária pro nemocné ryby. Tam se setká s jakousi velrybou, která se jmenuje Naděje, s rybou, která vidí do dálky, a chobotnicí jménem Hank.
Dozvídá se, že Naděje je její kamarádka z dětství a že její rodiče jsou v otevřeném oceánu. Dory s Hankem dorazí do budovy s nápisem Otevřený oceán. Tam se dozvídá, že její rodiče tu byli, ale vydali se Dory hledat. Dory nakonec smutná skáče do oceánu. Tam si všimne velkého množství mušlí vedoucích k domečku z mořských rostlin. Setkává se s podobnými, ale staršími rybami a zjišťuje, že jsou to její rodiče.
Dory opět lidé uvězní v akváriu, odkud ji zachrání Marlin s Nemem.
Dory, Marlin, Nemo, matka a otec Dory, Hank, Naděje a ryba, která vidí do velké dálky, se vrací na útes kde, bydlí Marlin a Nemo, a zabydlují se tam. Poté žijí šťastně až do smrti.

## Obsazení
| Původní dabing     | Český dabing          | Postava                   |
| ------------------ | --------------------- | ------------------------- |
| Ellen DeGeneresová | Barbora Munzarová     | Dory, bodlok pestrý       |
| Albert Brooks      | Ivan Trojan           | Marlin, klaun očkatý      |
| Hayden Rolence     | Šimon Fikar           | Nemo, syn Marlina         |
| Ed O'Neill         | Jaromír Meduna        | Hank, chobotnice          |
| Kaitlin Olsonová   | Anna Brousková        | Naděje / Destiny, velryba |
| Ty Burrell         | Otakar Brousek mladší | Bailey, běluha            |
| Diane Keatonová    | Simona Postlerová     | Jenny                     |
| Eugene Levy        | Petr Gelnar           | Charlie                   |
| Idris Elba         | Michal Dlouhý         | Fluke                     |

Ze známých osobností ve filmu také zazněli např. Willem Dafoe jako Gill nebo Sigourney Weaverová, která představuje sama sebe a hovoří k návštěvníkům v mořském zábavním parku. Tu v českém znění nahradil Marek Eben.
Režisérem českého znění je Jiří Sádek. Autorem českého překladu dabingové verze je Vojtěch Kostiha.
V roce 2017 získal film Cenu Františka Filipovského za dabingové zpracování televizních nebo filmových snímků animované a dětské tvorby.

## Přijetí
Už v den premiéry hlásil recenzní agregátor Rotten Tomatoes vřelé přijetí filmu s celkovým hodnocením 95 % na základě 165 recenzí, přičemž divácké hodnocení bylo jen o něco málo vlažnější: asi 135 tisíc uživatelů snímek průměrně ocenilo 91 procenty.

### České recenze
| „                                                   | Hledá se Dory je stoprocentně rodinná podívaná, se spoustou nenáročných vtípků a ponaučením[.] […] Většina toho, co v Hledá se Dory uvidíme, je nádherná. Nádherně to vypadá, nádherně se to hýbe, je to nádherně osvětlené. […] Největší „problém“ (a je to opravdu jen problém v uvozovkách) mám s tím, že děj vlastně smysluplně a neuspěchaně skončí někdy po 70 minutách, ale následuje ještě třicetiminutová akční scéna[.] | “ |
| — František Fuka, FFFilm.name 14. června 2016, 80 % | |   |

| „                                                 | Jestliže Hledá se Nemo zastupoval novátorský objev typický pro Pixar, Hledá se Dory už je v linii napůl disneyovské. Spojení firem se tu projevuje okatějším důrazem na rodinné hodnoty a větším počtem žvatlavých vedlejších postaviček pro zábavu dětí. Ovšem pořád nehrozí, že by Disney stáhl pixarovskou jedinečnost plně do své konfekce. […] [R]oztomilost spolu s jímavostí jsou klíčovými znaky filmu Hledá se Dory, vybaveného vysokou profesionalitou všech složek. | “ |
| — Mirka Spáčilová, iDNES.cz 15. června 2016, 65 % | |   |

| „                                          | Na rozdíl od prvního snímku, který dokázal bavit děti a díky vtipným odkazům na filmy Alfreda Hitchcocka či Stanleyho Kubricka, absurdním situacím a hravým vizuálním gagům i jejich rodiče, je nová komedie směrována převážně na malé diváky. Místy to ale přehání s dojímavostí, především ve flashbacích z dětství titulní hrdinky. […] Hledá se Dory je zábavný, vkus neurážející rodinný snímek, který ale poněkud předvídatelně recykluje základní motivy původního příběhu, aniž by je obohacoval něčím zásadně překvapujícím. | “ |
| — Tomáš Seidl, Aktuálně.cz 16. června 2016 | |   |

| „                                             | Dory [je] brilantní kombinací současné špičkové počítačové grafiky, skvělé animace, úžasně prosvětleného a barevně tónovaného vizuálu Jeremyho Laskyho […] a příjemného soundtracku Thomase Newmana. […] Zatímco český dabing docela šlape, scénář mohl přece jen přitlačit na pilu, vyslat Dory na původnější cestu a nesnažit se dotlačit dynamiku a originalitu dvěma nastavovanými konci. | “ |
| — Michal Šobr, Česká televize 18. června 2016 | |   |

## Ocenění
| Rok  | Ocenění                                       | Kategorie                                        | Nominovaný                                                                             | Výsledek  |
| ---- | --------------------------------------------- | ------------------------------------------------ | -------------------------------------------------------------------------------------- | --------- |
| 2016 | Alliance of Women Film Journalists            | Nejlepší animovaný film                          | Andrew Stanton a Angus MacLane                                                         | nominace  |
| 2016 | Alliance of Women Film Journalists            | Nejlepší herečka v animovaném filmu              | Ellen DeGeneresová                                                                     | nominace  |
| 2016 | British Academy Children's Awards             | BAFTA děti hlasují                               | Hledá se Dory                                                                          | nominace  |
| 2016 | Critics' Choice Awards                        | Nejlepší animovaný film                          | Hledá se Dory                                                                          | nominace  |
| 2016 | Hollywood Music in Media Awards               | Nejlepší původní skóre – animovaný film          | Thomas Newman                                                                          | nominace  |
| 2016 | San Francisco Film Critics Circle             | Nejlepší animovaný film                          | Hledá se Dory                                                                          | nominace  |
| 2016 | St. Louis Gateway Film Critics Association    | Nejlepší animovaný film                          | Hledá se Dory                                                                          | nominace  |
| 2016 | Teen Choice Awards                            | Nejlepší letní film                              | Hledá se Dory                                                                          | vítězství |
| 2016 | Teen Choice Awards                            | Nejlepší letní filmová hvězda – herečka          | Ellen DeGeneresová                                                                     | vítězství |
| 2016 | Washington D.C. Area Film Critics Association | Nejlepší animovaný film                          | Hledá se Dory                                                                          | nominace  |
| 2016 | Washington D.C. Area Film Critics Association | Nejlepší dabing                                  | Ellen DeGeneresová                                                                     | nominace  |
| 2016 | Women Film Critics Circle                     | Nejlepší dabing – žena                           | Hledá se Dory                                                                          | nominace  |
| 2017 | Annie Awards                                  | Nejlepší animovaný film                          | Hledá se Dory                                                                          | nominace  |
| 2017 | Annie Awards                                  | Nejlepší animace postavy ve filmové produkci     | Erick Oh                                                                               | nominace  |
| 2017 | Annie Awards                                  | Nejlepší vytvoření příběhu v animované produkci  | Trevor Jimenez                                                                         | nominace  |
| 2017 | Black Reel Awards                             | Nejlepší dabing                                  | Idris Elba                                                                             | nominace  |
| 2017 | Filmová cena Britské akademie                 | Nejlepší animovaný film                          | Andrew Stanton                                                                         | nominace  |
| 2017 | Cinema Audio Society                          | Nejlepší zvuk ve filmu – animovaný film          | Scott Curtis, Doc Kane, Nathan Nance, Michael Semanick a Thomas Vicari                 | vítězství |
| 2017 | Cena Saturn                                   | Nejlepší animovaný film                          | Hledá se Dory                                                                          | vítězství |
| 2017 | Denver Film Critics Society                   | Nejlepší animovaný film                          | Hledá se Dory                                                                          | nominace  |
| 2017 | Golden Tomato Awards                          | Nejlepší uvedení do kin v roce 2016              | Hledá se Dory                                                                          | 7. místo  |
| 2017 | Golden Tomato Awards                          | Nejlepší animovaný film roku 2016                | Hledá se Dory                                                                          | 2. místo  |
| 2017 | Houston Film Critics Society                  | Nejlepší animovaný film                          | Hledá se Dory                                                                          | nominace  |
| 2017 | NAACP Image Awards                            | Nejlepší dabing                                  | Idris Elba                                                                             | nominace  |
| 2017 | Nickelodeon Kids' Choice Awards               | Nejoblíbenější animovaný film                    | Hledá se Dory                                                                          | vítězství |
| 2017 | Nickelodeon Kids' Choice Awards               | Nejoblíbenější hlas v animovaném filmu           | Ellen DeGeneresová                                                                     | vítězství |
| 2017 | Nickelodeon Kids' Choice Awards               | Nejvíce chtěné filmové zvířátko                  | Dory                                                                                   | nominace  |
| 2017 | North Carolina Film Critics Association       | Nejlepší animovaný film                          | Hledá se Dory                                                                          | nominace  |
| 2017 | Online Film Critics Society                   | Nejlepší animovaný film                          | Hledá se Dory                                                                          | nominace  |
| 2017 | People's Choice Awards                        | Nejoblíbenější film                              | Hledá se Dory                                                                          | vítězství |
| 2017 | People's Choice Awards                        | Nejoblíbenější rodinný film                      | Hledá se Dory                                                                          | vítězství |
| 2017 | People's Choice Awards                        | Nejoblíbenější hlas v animovaném filmu           | Ellen DeGeneresová                                                                     | vítězství |
| 2017 | Producers Guild of America Awards             | Nejlepší animovaný film                          | Lindsey Collins                                                                        | nominace  |
| 2017 | Satellite Awards                              | Nejlepší animovaný film                          | Hledá se Dory                                                                          | nominace  |
| 2017 | Visual Effects Society                        | Nejlepší vizuální efekty v animovaném filmu      | Chris J. Chapman, Lindsey Collins, John Halstead a Angus MacLane                       | nominace  |
| 2017 | Visual Effects Society                        | Nejlepší animované vystoupení v animovaném filmu | Hank – Jonathan Hoffman, Steven Clay Hunter, Mark Piretti a Audrey Wong                | vítězství |
| 2017 | Visual Effects Society                        | Nejlépe vytvořené prostředí v animovaném filmu   | Open Ocean Exhibit – Stephen Gustafson, Jack Hattori, Jesse Hollander a Michael Rutter | nominace  |
| 2017 | Visual Effects Society                        | Nejlepší efektová simulace v animovaném filmu    | Stephen Gustafson, Allen Hemberger, Joshua Jenny a Matthew Kiyoshi Wong                | nominace  |
| 2017 | Village Voice Film Poll                       | Nejlepší animovaný film                          | Hledá se Dory                                                                          | 7. místo  |